# Dolra (glaciär)
Dolra (georgiska: დოლრა) är en glaciär i Georgien. Den ligger i den nordvästra delen av landet, i regionen Megrelien-Övre Svanetien. Glaciären utgör källa för floden Dolra.